# Dumanovce
Dumanovce (macedónul: Думановце) település Észak-Macedóniában, a Északkeleti körzetben, Lipkovo községben.

## Népesség
| Lakosok száma | 477  | 521  | 614  | 605  | 30   | 9    |      |
|               | 1948 | 1953 | 1961 | 1971 | 1981 | 1991 | 2002 |

- 2002-ben lakatlan település. Korábban macedónok laktál.